# Chrysiptera burtjonesi
Chrysiptera burtjonesi là một loài cá biển thuộc chi Chrysiptera trong họ Cá thia. Loài này được mô tả lần đầu tiên vào năm 2017.

## Từ nguyên
Từ định danh burtjonesi được đặt theo tên của nhiếp ảnh gia Burt Jones, người đã cộng tác với Maurine Shimlock tiên phong trong việc thúc đẩy ngành du lịch lặn biển tại quần đảo Solomon.

## Phạm vi phân bố và môi trường sống
Các mẫu vật của C. burtjonesi được thu thập tại phần lớn các hòn đảo và rạn san hô tại quần đảo Solomon ở độ sâu đến ít nhất là 12 m.

## Mô tả
Chiều dài lớn nhất được ghi nhận ở C. burtjonesi là 4,8 cm. C. burtjonesi thuộc phức hợp loài Chrysiptera oxycephala.
Cá trưởng thành có màu nâu xám, trừ ngực và bụng, cũng như vây bụng và vây hậu môn có màu vàng tươi. Vây hậu môn thường có các vệt chấm màu xanh óng. Các vây trong mờ hoặc phớt xanh lục nhạt. Vây lưng có một dải vàng mờ ở phần gai. Viền màu xanh lam ở vây lưng sau, rìa trên và dưới của vây đuôi, vây hậu môn và tia gai vây bụng. C. burtjonesi không có các chấm xanh óng trên vảy cá cũng như sẫm màu nâu xám hơn so với màu vàng lục/xanh lam ở các loài còn lại trong phức hợp. Chrysiptera papuensis cũng có màu nâu xám, nhưng chỉ ở đầu và phía trước của nửa thân trên và có nhiều chấm xanh.
Cá con có màu xanh lam, trừ vùng bụng cũng như vây bụng và vây hậu môn là màu vàng. Mống mắt màu xanh lam với một sọc đen băng qua đồng tử. Cá con lớn hơn chuyển dần sang màu xanh lục xám. Màu vàng ở cá con C. burtjonesi chỉ tập trung ở dưới bụng chứ không lan rộng lên toàn bộ phần thân sau như một số loài trong phức hợp.
Số gai ở vây lưng: 13; Số tia vây ở vây lưng: 11; Số gai ở vây hậu môn: 2; Số tia vây ở vây hậu môn: 12–13; Số gai ở vây bụng: 1; Số tia vây ở vây bụng: 5; Số tia vây ở vây ngực: 14–16.

## Sinh thái học
Cá đực của C. burtjonesi có tập tính bảo vệ và chăm sóc trứng như những loài cá thia khác trong họ. Trứng có độ dính và bám chặt vào nền tổ.